# Гавриш Іван Степанович
Іва́н Степа́нович Га́вриш (*26 жовтня 1901, Новомінська — †5 лютого 1985, Канівська) — бандурист, педагог, біолог, актор-аматор.

## Життєпис
Народився в ст. Новомінська на Кубані. Здобув вищу освіту. Учень станичного бандуриста Микити Варрави. Активний діяч українського відродження на Кубані. Грав на діатонічних бандурах кубанських майстрів Тихона Строкуна та Дмитра Крикуна. Володів великим кобзарським репертуаром, в тому числі й піснями та п'єсами сучасних українських композиторів. Багато виступав у школах і клубах станиць Брюховецької, Канівської, Новоменської, а також в Італії та на Колимі.
14 лютого 1933 р. заарештований органами ОҐПУ за звинуваченням у причетності до «контрреволюційного буржуазного націоналістичного угрупування» за статтею 59-1 КК РРФСР, насправді — «за бандуру й українізацію» (вислів В. Гриня). Рішенням трійки при ПП ОҐПУ СКК і ДССР від 1 серпня 1933 р. засуджений до 5 р. позбавлення волі. Відбував покарання на Біломор-Балтійському каналі. В часи німецької окупації працював писарем станиці. Емігрував до Італії. Після повернення на Кубань був засуджений до 10 р. каторги на Колимі. Помер в ст. Канівська. Реабілітований 21 грудня 1957 р. згідно з постановою Краснодарського крайового суду.